# 高玉寶
高玉寶（1927年4月6日—2019年12月5日），男，祖籍山東黃縣，出生於遼寧瓦房店孫家屯村。中國作家。

## 生平
1947年参加中国人民解放军，歷任戰士、通訊員、文藝幹事，師職創作員。共青團第二屆中央委員，中德友好協會理事，遼寧省民間文學協會理事，瀋陽軍區創作室名譽主任，全国关心下一代工作委员会名誉主任、顾问、高级讲师、德育教育导师。1962年，毕业于中国人民大学新闻系。
2019年12月5日16时12分逝世，享年92岁。

## 著作

### 短篇小說
- 《我要讀書》
- 《半夜雞叫》

### 長篇小說
- 《高玉寶》，自傳體長篇小說。由郭永江（笔名荒草）在组织授意下代笔而成。
- 《高玉寶續集》，曾獲東北三省文學獎。
- 《春艷》
- 《我是一個兵》

## 课文
高玉宝的短篇小说《我要读书》和《半夜鸡叫》曾选入小学课本，《半夜鸡叫》被选入《共和国文学作品经典丛书》。